# فرانك مكافري
فرانك مكافري (بالإنجليزية: Frank McCaffrey)‏ هو طبيب أسنان أمريكي، ولد في 26 ديسمبر 1888، وتوفي في 26 ديسمبر 1952.